# Beda Dudík
Beda Dudik (Kojetín, 1815 – Rajhrad, 1890) è stato uno storico ceco.
Benedettino, fu autore di varie ricerche storiche su Svezia e Italia, che raccolse in Iter Romanum (1855). Nel 1855 fu nominato storiografo generale di Moravia.